# 徳島県立高丸山千年の森
徳島県立 高丸山千年の森（とくしまけんりつ たかまるやませんねんのもり）は、徳島県勝浦郡上勝町の高丸山にある森林公園。2004年（平成16年）4月にオープン。
下記のとおり、自然、林業との触れ合いを目指す。

## 施設
- ふれあい館
  - 千年の森の事務所。地元の上勝杉でつくられた施設。
- 体験作業所
  - 野外体験活動の拠点施設。木工や炭焼き、草木染めなどが体験できる。
- 高丸山現地案内所
  - 高丸山現地にある施設。通常は閉鎖されている。

## 区域
高丸山千年の森では「森に親しみ」、「森に学び」、「森を育てる」の3つの区域にわかれており、以下のゾーンが存在する。
- 保全ゾーン - 自然林保全区(25.1ha)
- 育成ゾーン - 悠久の森育成区(14.7ha)
- 育成ゾーン - 自然遷移観察区(4.0ha)
- 育成ゾーン - 自然林育成区・創造の森(7.3ha)
- 育成ゾーン - 森林育成体験区・遊学の森(4.5ha)
- 育成ゾーン - 施設整備区(1.0ha)
- 協力ゾーン(58.9ha)

## 利用情報
- 開場時間：平日は8:30〜18:00、利用がある場合は7:00〜22:00(利用申請が必要)
- 休館日：毎週水曜日・年末年始(12月28日～1月4日)

## 交通
- 徳島市から国道55号を経由し勝浦川橋から徳島県道16号徳島上那賀線を経由、上勝町役場から約15km、町道高丸山線約3km。
- 徳島県庁から車で約1時間30分。